# Chaetomium malaysiense
Chaetomium malaysiense är en svampart som först beskrevs av David Leslie Hawksworth, och fick sitt nu gällande namn av Arx 1986. Chaetomium malaysiense ingår i släktet Chaetomium och familjen Chaetomiaceae.   Inga underarter finns listade i Catalogue of Life.